# Santo Alexandre
Santo Alexandre (o Sancte Alexandre según otros documentos) es un despoblado situado en la cara sur del pico de la Aquiana,  en el municipio de Benuza, cerca de Santalavilla, comarca de El Bierzo en la provincia de León, Comunidad Autónoma de Castilla y León, España. Perteneció a la gobernación de la villa de Ponferrada.
Pese a ser un pueblo pastoril sabemos que contaba con juez y cárcel.

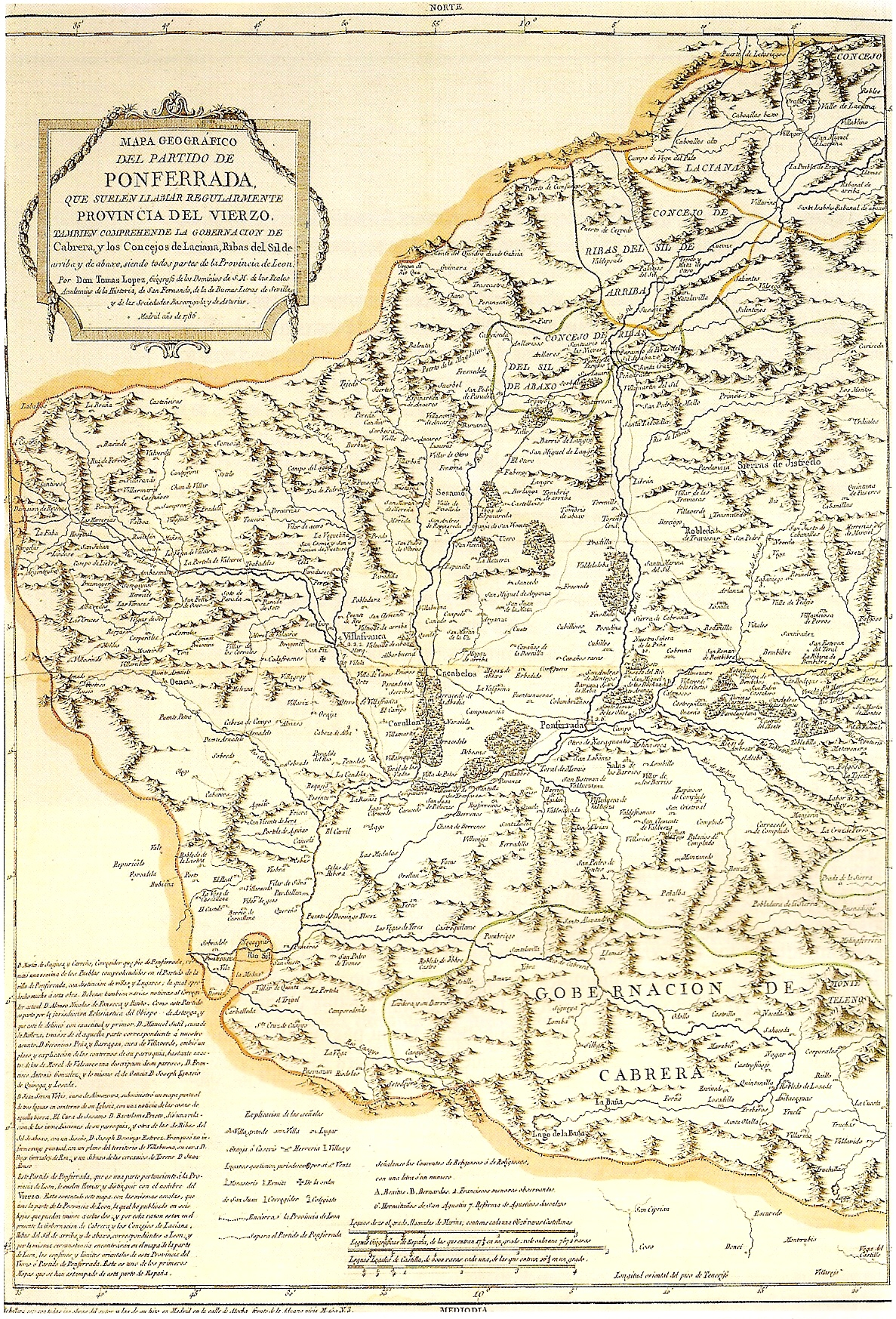
Mapa de la Provincia del Vierzo (1786) de Tomás López en el que aparece Santo Alexandre

Debió ser abandonado antes del siglo XIX porque en el diccionario de Mádoz ya no aparece, pero si en el mapa cartográfico de la Provincia del Vierzo de Tomás López, realizado en 1789.
Su singularidad territorial al encontrarse perteneciendo a la gobernación de Ponferrada pese a encontrarse rodeado por la gobernación de la Quintería del Monasterio de San Pedro de Montes (lo cual ocasionó no poco pleitos entre los vecinos de este pueblo y dicho Monasterio, debido principalmente a las limitaciones de los lugares de pasto para el ganado). Singular también por encontrarse en una localización no contigua con lo que fue el término municipal de Ponferrada (entre ellos se encontraba el municipio, ahora integrado en Ponferrada, de San Estebán de Valdueza) y en lo que hoy es el municipio de Benuza.